# Tylomys
Genre
Tylomys est un genre de la famille des Cricétidés.

## Liste des espèces
Selon Mammal Species of the World (version 3, 2005)  (19 mars 2016) et ITIS (19 mars 2016) :
- Tylomys bullaris Merriam, 1901
- Tylomys fulviventer Anthony, 1916
- Tylomys mirae Thomas, 1899
- Tylomys nudicaudus (Peters, 1866)
- Tylomys panamensis (Gray, 1873)
- Tylomys tumbalensis Merriam, 1901
- Tylomys watsoni Thomas, 1899